# Такамагахара (гора)
Такамагахара (яп. 高天原山 Такамагахара-яма) — гора в префектуре Гумма в Японии, недалеко от села Уэно. Её высота составляет 1978,6 метра.
Позже мэр деревни Уэно Такэо Куросава (бывший капитан-лейтенант Императорского флота Японии)  переименовал этот район в Осутака-но-Уан («Горный хребет горы Осутака»). На вершине хребта располагается святыня в память о погибших в результате крушения рейса 123 авиакомпании Japan Airlines. Горная дорога к святыне была построена в рамках компенсационного пакета от Japan Airlines.

## Авиакатастрофа
Первоначально сообщалось о крушении рейса 123 Japan Airlines 12 августа 1985 года на горе Осутака, но позже было подтверждено, что оно произошло на хребте горы Такамагахара на высоте примерно 1565 метров (5135 футов) над уровнем моря.  Это была самая смертоносная катастрофа в истории авиации с участием одного самолёта, которая унесла 520 человеческих жизней.